# Diatraea minimifacta
Diatraea minimifacta is een vlinder van de familie van de grasmotten (Crambidae). De wetenschappelijke naam van deze soort is voor het eerst voorgesteld door Harrison Gray Dyar Jr. in een publicatie uit 1911.
De soort komt voor in Mexico, Costa Rica, Trinidad en Tobago en Venezuela.